# 가이즈역
가이즈역(일본어: 貝津駅, かいづえき)은 일본 아이치현 도요타시에 있는 아이치 환상 철도선의 역이다. 아이칸우메쓰보 역과 함께 주변 지역 주민 증가와 아이치 엑스포 개막에 맞추어 두 시의 요청에 의하여 역이 신설되었다. 역 번호는 15이다. 주쿄 대학 도요타 학사앞의 부역명이 부여되어 있다.

## 역 구조
단선 승강장 1면 1선의 구조로, 승강장의 역무원 시간 배치역이다. 학생들이 많이 이용 시간대에 맞추어서 창구가 영업 중이다. 배리어 프리 대응으로서 역 남쪽에 1기의 엘리베이터를 배치하였다. 무료 주차장 있고 2012년 4월부터 유료화되었다(입고 후 30분 이상의 경우).
역사는 부역명이 되어 있는 주쿄 대학 도요타 캠퍼스 내 건물의 외관과 비슷한 디자인이다.

## 역 주변
역의 북쪽은 논 지형이고 주변에는 주택도 있다.
- 주쿄 대학 도요타 캠퍼스
- 도요타 방직 사나게 공장
- 아이치 현도 58호 나고야토요타 선

## 역사
- 2005년 3월 1일: 영업 개시.

## 인접역
| 아이치 환상 철도 ■ 아이치 환상 철도선 | 아이치 환상 철도 ■ 아이치 환상 철도선 | 아이치 환상 철도 ■ 아이치 환상 철도선 |
| ------------------------------------- | ------------------------------------- | ------------------------------------- |
| 14 시고 오카자키 방면                 |                                       | 호미 16 고조지 방면                   |